# 松井弥三二
松井弥三二（明治生まれ、
平成１９年６月没）職業：事業家。運輸、物流関係の事業に貢献。神奈川県三浦市出身。
事業家として活躍しながら
絵の描き方を学び、

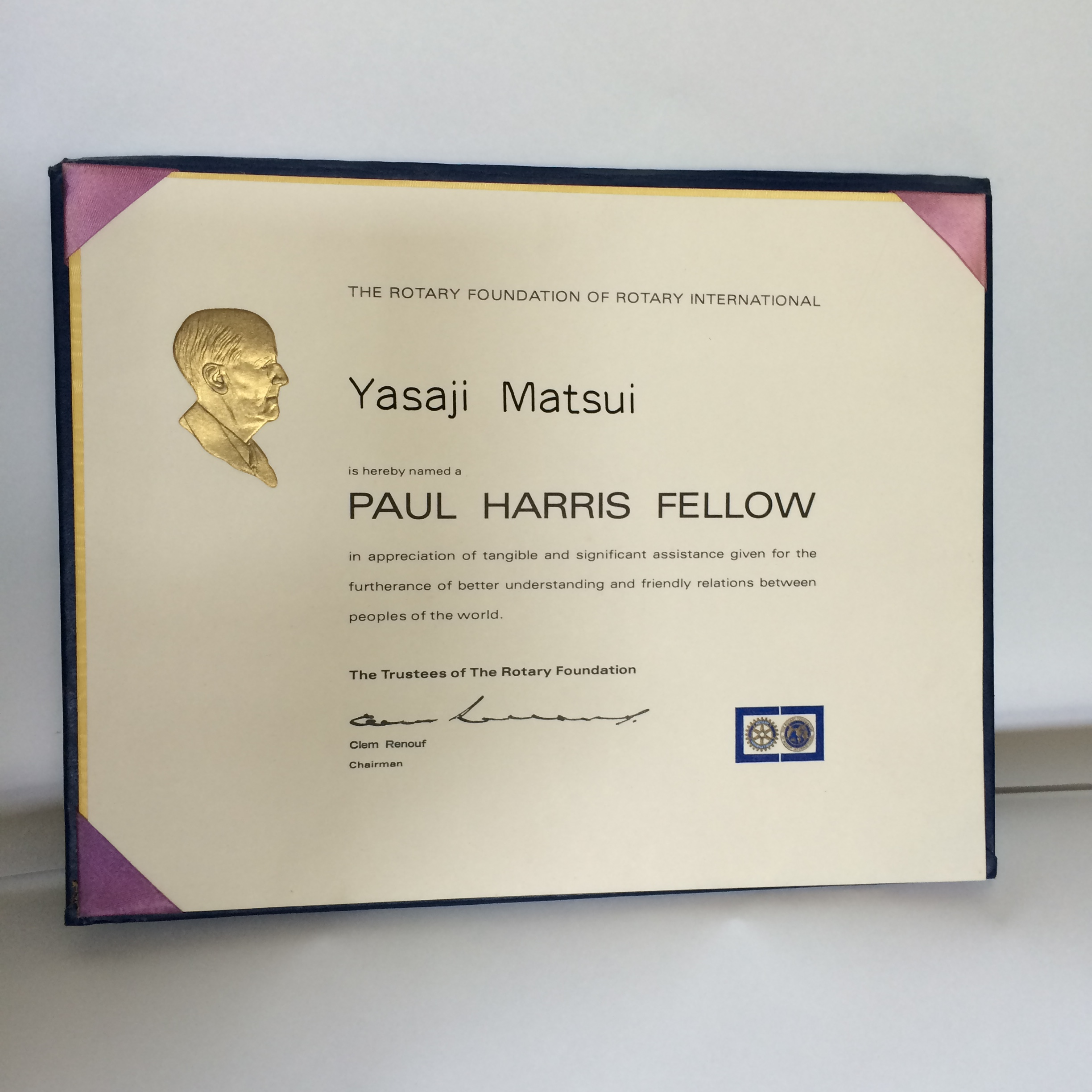

晩年は絵を描くことに集中、異才を発揮し数々の作品を作成。
＜晩年の作品＞